# 程长城
程长城（1991年3月27日—），是一名中国足球运动员，现效力中国足球超级联赛球队长春亚泰，司职前锋。

## 俱乐部生涯
2010年，程长城被提升进入长春亚泰一线队。2010年夏季，球队主教练沈祥福开始对球队进行年轻化改造，程长城被认为是希望之星，开始得到出场机会。 8月8日，他在长春亚泰主场1比0击败江苏舜天的比赛中第80分钟替补杜震宇出场，首次在中超联赛亮相。 2010赛季他一共得到5次联赛出场机会，其中8月27日客场0比1不敌陕西浐灞的比赛得到职业生涯的第一次首发出场机会，这也是他在该赛季的最后一场比赛。2011赛季开始，他主要参加预备队联赛，2011赛季没有在中超比赛出场，2012赛季有三次替补出场的经历。